# Atila, rey de los hunos
Atila, rey de los hunos muy inteligente o Atila el Huno (en inglés: Attila) es una miniserie de dos capítulos donde se novela la vida del famoso guerrero Atila el Huno, desde su infancia hasta su muerte, pasando por las épocas de mayor trascendencia, sus invasiones sobre los imperios romanos de Oriente y Occidente, su relación de amistad-rivalidad con el magister militum, Flavio Aecio, y sus amoríos. Cabe destacar que esta película lanzó a la fama al actor que encarnó al propio Atila, Gerard Butler.

### Primera parte
A mediados del siglo V d. C., el Imperio romano se encuentra dividido en dos mitades y es una sombra de su poder de antaño. 
Atila (Gerard Butler), hijo del líder de una de las muchas tribus que componen a los hunos, escuchó de su padre la leyenda del «Gran Rey», quien, tras encontrar una  espada legendaria, unificaría las tribus hunas y conquistaría el mundo conocido. Siendo niño, una tribu rival suya atacó la aldea, matando a todos los habitantes, incluyendo al hermano de su padre. Tras vagar durante semanas por la estepa, Atila fue encontrado y acogido por su tío Rugila (Steven Berkoff). Años después, su tio y Atila siendo ya un experimentado guerrero, se disputa la sucesión de Roas con su hermanastro Bleda (Tommy Flanagan).
Mientras, en el decadente Imperio Romano de Occidente, reina el infantil e incompetente Valentiniano III (Reg Rogers). Sin embargo, el poder es ostentado realmente por la inteligente e intrigante Gala Placidia (Alice Krige), su madre. Ante la preocupación que comienzan a despertar los hunos, Placidia decide acudir al único hombre que cree que puede derrotarlos: Flavio Aecio (Powers Boothe), un antiguo general encarcelado por traición. Aecio acepta la proposición de Placidia, a cambio de ostentar el mando supremo del ejército.
Durante el asalto a una aldea, Atila conoce a Encara (Simmone Jade Mackinnon), una prisionera de la que cae enamorado. Sabedor de esto, y como manera de provocarle, Bleda la toma como su concubina. Al mismo tiempo, Aecio acude a visitar a Roas para proponerle una alianza contra los visigodos. Gracias a las maquinaciones de Aecio, Roas acepta y envía a Atila para que dirija a las tropas hunas junto a Aecio. Tras la batalla, donde los romanos triunfan gracias, en gran medida, a la iniciativa de Atila, Aecio le invita a Roma con la intención de ganarse su favor. En Roma, Atila queda sorprendido por el poder y la magnificencia del Imperio romano. Acogido por Valentiniano y su familia, Atila inicia un romance con la bella y calculadora Honoria (Kristy Mitchell), hermana del emperador.
Aprovechando la estancia de Atila en Roma, Bleda maquina el asesinato de Roas y se autoproclama rey. Al tener conocimiento de la noticia, Atila decide partir para defender sus derechos al trono. Ambos hermanastros se enfrentan en un combate singular donde, pese a las artimañas de Bleda, Atila vence y acaba con él. Atila es proclamado como rey y toma como esposa a Encara.
Atila decide iniciar entonces una serie de guerras de unificación contra las demás tribus hunas. Tras esto, le declara la guerra al Imperio Romano de Oriente. Mientras tanto, Valentiniano y Aecio se creen a salvo por el momento. Mientras se hallaba de parto, Encara fallece, si bien consigue dar a luz a un niño sano; en ese momento, Atila encuentra la legendaria espada de la que le había hablado su padre, siendo aclamado como Gran Rey de los hunos.
Mientras todo esto sucede, Aecio se reúne con el emperador oriental, Teodosio II (Tim Curry), para planear una estrategia contra Atila. Teodosio decide enviar a un asesino a sueldo para acabar con él, pero Aecio tiene un plan más sutil. Tras encontrar a una esclava muy parecida a Encara, llamada Ildico, Aecio descubre que su familia murió durante uno de los ataques de Atila. El plan de Aecio consiste en infiltrar a Ildico en el campamento de Atila, que lo seduzca y que después acabe con él. Sin embargo, mientras se hallaba en el campamento huno, Aecio es descubierto y llevado ante Atila. Este se presenta ante él de manera muy distinta a cuando se conocieron, pues ahora afirma dominar un imperio tan vasto como los imperios de Aecio juntos. Atila insta a Aecio a que se una a él como su subordinado, pero este lo rechaza, al igual que Atila rechaza firmar un tratado de paz entre los hunos y el Imperio romano de Occidente. Ambos se despiden, esta vez como enemigos.
Por su parte, Honoria, que se encuentra desterrada en el Imperio romano de Oriente por conspirar contra su hermano, le envía una carta de socorro a Atila pidiéndole matrimonio y entregándole como dote la mitad del Imperio romano de Occidente; Atila encuentra en esta carta el pretexto perfecto para iniciar su ansiada invasión sobre Roma. Tras lograr incorporar a su ejército a las tribus del norte del Rin, lanza una invasión sobre la Galia, saqueando una ciudad tras otra. Aecio decide plantar batalla a los hunos en Orléans, pero la ciudad cae demasiado pronto y su plan se ve frustrado. Sin más opciones, se ve obligado a firmar una alianza con los visigodos del rey Teodorico (Liam Cunningham). Hunos y romano-visigodos se enfrentan en la Batalla de los Campos Cataláunicos, donde el ejército de Aecio triunfa después de que los visigodos se lanzaran contra los hunos para vengar la muerte de Teodorico —fue el propio Aecio el que ordenó a su legado que lo asesinara—. Una vez finalizada la batalla, el hijo y sucesor de Teodorico decide retirarse para reclamar sus derechos al trono, lo que evita que Aecio pueda asestar el golpe final a Atila.
Atila tiene que retirarse de vuelta a su territorio. Mientras tanto, Atila conoció y se enamoró de Ildico por su parecido con la difunta Encara. Atila aprovecha su regreso para celebrar sus esponsales con Ildico. Durante la noche de bodas, un borracho Atila llama a Ildico «Encara», lo que la decide finalmente a acabar con él poniendo veneno en su copa. Tras ingerirla, Atila muere envenenado. Su cadáver es descubierto al día siguiente por su lugarteniente Orestes (Andrew Pleavin), el cual elimina a Ildico.
De vuelta en Roma, Valentiniano llama a Aecio para congratularle por la derrota de Atila. Sin embargo, acompañado por Placidia, declara que ahora que Atila ya no está, su presencia ya no resulta necesaria. Tras coger un puñal, Valentiniano asesina a Aecio en la sala del trono.
En el epílogo de la miniserie, el narrador relata que, tras la muerte de Atila, el Imperio huno no tardaría en dividirse y desaparecer. Por su parte, Roma quedó sin un líder capaz de defender las fronteras del Imperio romano de Occidente, de manera que este desaparecía en menos de medio siglo.

## Errores históricos
- Las legiones romanas aparecen representadas con la impedimenta típica del período de la pax romana. En el siglo V, el equipamiento de las legiones romanas era ya muy distinto.

- Se muestra que Atila venció a Bleda en un combate singular después de que este ordenara asesinar a Roas, omitiéndose que Atila y Bleda reinaron conjuntamente durante un tiempo.

- Si bien las sospechas sobre la muerte de Bleda nunca fueron disipadas, este falleció durante un accidente de caza, y no en un combate singular contra su hermanastro.

- Durante la breve estancia de Atila en Roma, se muestra que él y Honoria mantuvieron una relación amorosa; no hay constancia histórica de que ambos llegasen a mantener una relación.

- Resulta curioso que Gala Placidia se niege a dar a su hija Honoria en matrimonio a Atila, diciendo que su hija nunca se casaría con un bárbaro, cuando en la realidad, Gala Placidia estuvo casada con Ataúlfo, un rey visigodo.

- Atila encuentra una espada, que según decían, quien la tuviera sería aclamado como el rey de todos los hunos; históricamente, Atila jamás tuvo que poseer una espada para que lo nombraran rey de los hunos.

- Durante la Batalla de los Campos Cataláunicos, Aecio ordena a su legado que asesine a Teodorico. No hay ninguna prueba que afirme que Aecio ordenara su muerte durante la batalla.

- En la miniserie, Aecio comenta que él y Teodorico estuvieron casados con la misma mujer y que Aecio tenía a su cargo a la hija de Teodorico. Cuando los romanos y los visigodos firman su alianza, el rey visigodo exige a Lidia, la supuesta hija de Aecio; ninguno de estos hechos es real.

- En la miniserie no se muestra nada de las conquistas en Italia que hizo Atila tras la Batalla de los Campos Cataláunicos, y donde llegó a estar a las puertas de Roma. Se produce una transición inmediata entre la batalla y su asesinato a manos de Ildico.

- Datos: Q538952